# يان ستنيسو بيري
يان ستنيسو بيري (بالبولندية: Jan Stanisław Bury)‏ هو عالم سياسة ودبلوماسي بولندي، ولد في 1977.